# 詹姆斯·貝利 (足球運動員)
詹姆斯·貝利（英語：James Bailey；1988年9月18日—）是一位英格蘭足球運動員。在場上的位置是中場或右後衛。他現在效力於英格蘭足球甲級聯賽球隊巴恩斯利足球俱樂部。

## 外部連結
- James Bailey player profile at dcfc.co.uk
- 足球数据库：詹姆斯·貝利的球员统计数据